# 元山夏菜
元山 夏菜（もとやま かな、1990年8月1日 - ）は、千葉県出身のバスケットボール選手である。ニックネームは「ミウ」。ポジションはスモールフォワード。シャンソンVマジック所属。2015年6月現在、副主将を務めている。

## 来歴
松戸市立牧野原中学校から昭和学院高に進学し、全国大会に出場。U-18日本代表にも選ばれU-18アジア選手権初優勝に貢献した。
卒業後、2009年にシャンソンVマジックに加入した。2009年のU-19世界選手権では8試合で12本の3ポイントシュートを成功させた。
2010年にはU-24日本代表として、台湾で行われたウィリアム・ジョーンズカップに出場した。
2013年3月、バスケットボール女子日本代表候補に選ばれた。同年10月タイのバンコクで開かれたバスケットボール女子アジア選手権に出場した。

## 経歴
- 昭和学院高 - シャンソン化粧品（2009年〜）

## 日本代表歴
- 2008年U-18アジア選手権
- 2010年ウィリアム・ジョーンズカップ
- 2013年バスケットボール女子アジア選手権

## プレースタイル
他チームのセンターに比べてパワーは劣るが、アウトサイドからの得点力を持ち合わせている。